# خالد الخليوي
خالد بن عبد الله بن علي الخليوي رجل دين وعالم سعودي، عضو في الهيئة العالمية للتنمية البشرية التابعة لرابطة العلم الإسلامي.

## حياته
تخرج في جامعة الإمام محمد بن سعود الإسلامية كلية أصول الدين (قسم السنّة وعلومها). حصل على إجازة في اللغة العربية من الدكتور حسن بن محمد الحفظي. أتم دورة في مجال تنمية مهارات إدارة المؤسسات الاجتماعية وتخطيط برامجها والتي كانت لمدة شهر تحت إشراف وزارة الشؤون الاجتماعية (وزارة العمل والتنمية الاجتماعية حاليا) وحصل فيها على تقدير ممتاز. أتم دورة في تنمية المهارات الإعلامية لمدة أسبوع من مركز الجزيرة للتدريب في دولة قطر والدراسة منذ أكثر من عشرين عاماً على يدي الشيخ عبد الرحمن بن ناصر البراك. 

## النشاطات الدعوية

### المشاركات
- الكتابة في بعض المجلات الدوريّة والمواقع الإلكترونيّة.. (مجلّة البيان، الجمعة، الأسرة، أسرتنا، شباب، روائع، نون).
- ومن المواقع: (شبكة المعالي، الجواهر الثمينة، قافلة الداعيات، لها أون لاين، دعوتها) وغيرها.

### الرحلات الدعوية داخل المملكة العربية السعودية وخارجها
- إقامة دورة شرعية في كينيا.
- بعض المحاضرات في مؤتمر السنة في دولة السويد.
- إقامة منتدى إسلامي في مالي.
- إقامة مجموعة من البرامج الدعوية والإغاثية في المخيمات الفلسطينية في لبنان
- رحلة دعوية إلى إسبانيا وسنغافورة وغيرها

### المشاركات الإعلامية داخل المملكة وخارجها
- إعداد وتقديم برنامج (أريدُ حلاًّ).. على قناة المجد الفضائية (50 حلقة).
- إعداد وتقديم برنامج (حياةُ الصالحين) على قناة المجد العلمية (50 حلقة).
- إعداد وتقديم برنامج (كلمة مضيئة).. على قناة المجد الفضائية، بعنوان: «مع الرسول صلى الله عليه وسلّم».. (20 حلقة)، وعنوان: «نَفَحاتُ الأسماء».. (20 حلقة).
- إعداد وتقديم برنامج (روائِع) على قناة الخليجيّة.. (20 حلقة).
- إعداد وتقديم برنامج (أجملُ الحديث).. على إذاعة بانوراما، (30 حلقة).
- إعداد وتقديم برنامج (نساء فوق القمم).. على إذاعة MBC، (30 حلقة).
- إعداد وتقديم برنامج (أربعة X ثلاثين).. على إذاعة MBC، (30 حلقة).
- إعداد وتقديم برنامج رحلة التدبر على قناة المجد العلمية
- الضيف الدائم لبرنامج الركن الرابع اليوميالمباشر في شهر رمضان على قناة الأخبارية
- المشاركة في برنامج (ذكرى) الرمضاني، على مدى ثلاث سنوات متواصلة.
- الضيف الدائم لبرنامج إسمعوني الأسبوعي المباشر على قناة الراية
- المشاركة عِدَّة مرّات في برنامج (وتواصوا بالحق).. على قناة الشارقة.
- المشاركة عِدَّة مرّات في برنامج (حياةُ القلوب).. على قناة قطر.

### أُخرى
- المشاركة (مُحاضِراً) في عدد من الدورات التي تُقيمُها وزارة الدفاع للمبتعثين.
- إقامة مجموعة من الدورات العلميّة والتربويّة والاجتماعيّة داخل المملكة وخارجها (دورة «بناء القُدوة»، دورة «بلا إحراج للمقبلين على الزواج», دورة«رحلة التدبر»).
- المشاركة في الاستشارات الشرعيّة والاجتماعيّة من خلال المواقع الإلكترونيّة كموقع: لها أون لاين، وموقع: آسية وموقع دعوتها.
- المشاركة في الخطوط الساخنة للإجابة على بعض الأسئلة الاجتماعيّة والتربويّة.

## المؤلفات
- معاً لتربية العقل

- خواطر ومخاطر[1]
- نفحات الهادي
- طرائف وعبر
- بطل في الميزان
- هذا هو السر
- قرة العيون
- الخطوة الأولى
- باب لم يغلق بعد
- جزء من الحقيقة
- روعة الوداع
- لقاء صريح مع الشباب
- قصة الغلام المؤمن
- الشباب والمراهقة

### الكتب
- وتلك خواطري
- صرخة مقهور
- وتلك خواطري - الجزء الثاني
- روائع

## وصلات خارجية
- الموقع الرسمي
- قناة الشيخ على اليوتيوب
- التفصيل في قضية شهادة الدكتوراه: الشيخ الخليوي: لماذا أحرقت شهادتي؟ الجزء الأول
- صفحة الشيخ على موقع طريق الإسلام